# Area 47 di Brodmann
L'Area 47 di Brodmann, nell'acronimo inglese BA47, è una regione del lobo frontale della corteccia cerebrale nel cervello umano, secondo la classificazione di Brodmann. Ha una curvatura che va dalla superficie laterale del lobo frontale fino alla corteccia frontale orbitale.

## Topografia e nomenclatura
Nell'uomo questa superficie è circondata dalla porzione caudale del solco orbitale, dal quale si estende lateralmente nella parte orbitale del giro frontale inferiore, motivo per cui è anche conosciuta col nome di "area orbitale 47".
L'area 47 confina inferiormente (o caudalmente) con l'area 45, mediamente con l'area prefrontale 11, superiormente (o rostralmente) con l'area 10.
Incorpora la regione che Brodmann identificò nella scimmia come "Area 12"; più recentemente neurofisiologi moderni, seguendo il suggerimento di Michael Petrides, si riferiscono a quest'area col nome di "BA47/12".

## Funzioni
L'area 47 è associata a funzioni legate all'espressione del linguaggio orale e scritto e, più recentemente, nella sintassi musicale.

## Image

Animazione.
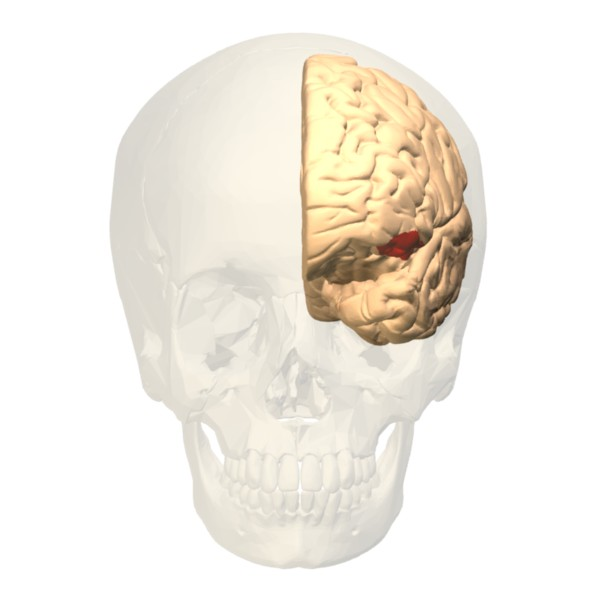
Vista Frontale.
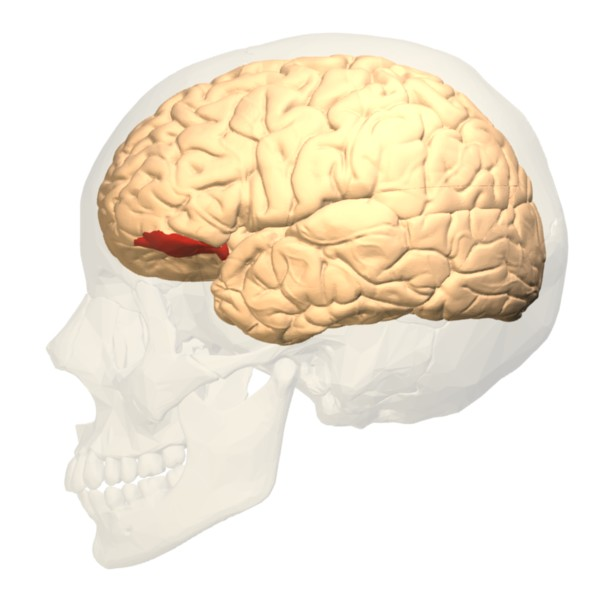
Vista Laterale.

## Collegamenti
Aree di Brodmann